# Psychotria obtusifolia
Psychotria obtusifolia är en måreväxtart som beskrevs av Jean-Baptiste de Lamarck och Jean Louis Marie Poiret. Psychotria obtusifolia ingår i släktet Psychotria och familjen måreväxter. Inga underarter finns listade i Catalogue of Life.